# Phyllonorycter dentifera
Phyllonorycter dentifera är en fjärilsart som beskrevs av Remigijus Noreika 1992. Phyllonorycter dentifera ingår i släktet guldmalar, och familjen styltmalar.
Artens utbredningsområde är Turkmenistan. Inga underarter finns listade i Catalogue of Life.